# Autobahn Südosttangente Wien
Autobahn Südosttangente Wien – autostrada nr A 23 w Austrii, częściowo w ciągu trasy europejskiej E59.
Autostrada jest częścią sieci drogowej Wiednia. Do czasu wybudowania obwodnicy miasta - drogi ekspresowej S1 pełni również funkcję drogi tranzytowej. Odcinek przecinający centralne dzielnice Wiednia posiada cztery pasy ruchu w każdą stronę, pozostałe odcinki - po trzy pasy. 